# Cantonul Meyssac
Cantonul Meyssac este un canton din arondismentul Brive-la-Gaillarde, departamentul Corrèze, regiunea Limousin, Franța.

## Comune
- Branceilles
- Chauffour-sur-Vell
- Collonges-la-Rouge
- Curemonte
- Lagleygeolle
- Ligneyrac
- Lostanges
- Marcillac-la-Croze
- Meyssac (reședință)
- Noailhac
- Saillac
- Saint-Bazile-de-Meyssac
- Saint-Julien-Maumont
- Turenne